# アースシーカー
『アースシーカー』 (EARTH SEEKER) は、角川ゲームスより2011年6月23日に発売されたWii用アクションゲーム。制作・著作をエンターブレインが、開発をクラフト&マイスターが、それぞれ担当している。当初は2011年4月7日発売予定だった。

## 概要
宇宙船団の不時着によって惑星に散らばってしまった地球の遺産を、仲間達と共にモンスターと戦いつつ集めていくアクションゲーム。
ゲームデザインは『ストリートファイターII』や『モンスターハンター』などをプロデュースした船水紀孝。

## ストーリー
ブラックホールの接近による地球の滅亡が目前に迫り、人類は数千隻の巨大宇宙船を建造し、地球上のあらゆるものを積み込んで宇宙に逃れた。しかし航海の途中で辿り着いたある星系で謎のガンマ線バーストを浴び、宇宙船に乗り込んでいたあらゆる生命が全滅する。それでも宇宙船のコンピュータは移住可能な星を探し続け、ついにそれを発見する。着陸時に星の大気と地球の物質が反応して大破した宇宙船は星に不時着。積み込んだ地球の遺産があちこちに散らばってしまう。宇宙船のコンピュータは「地球再生プログラム」を実行するも、故障したコンピュータにより、奇怪な姿をしたモンスターや自然など狂った生態系を作り出してしまった。
それから1000年。地球再生プログラムによって生まれた新たな人類「アースノイド」達は地球復興と人類復活を目指し、奇妙な惑星で冒険を繰り広げることになる。

## 設定

### 種族
アースノイド
地球再生プログラムによって生み出された新しい人類。冷凍保存された卵子を受精させ、人工的に生み出される。最長老ローザの指揮の下、地球の遺産を集めている。男性がほとんど居ない。
ガーディアン
最初は星の原住民かと思われていたが、地球再生プログラムによって生み出された生物。言葉によるコミュニケーションは取れないが、好物の酒を提供することで冒険についてきてくれる。
モンスター
地球再生プログラムによって生み出された生物。故障したコンピュータが断片的な情報を元に生み出したため、レールガンのついた巨大な蟲や、エビとクワガタと掃除機が融合したモンスターなど、勘違いした生態となっている。地球の遺産を集めて守っている。

### フィールド
パンゲア
アースノイド達の拠点となる街。
ステワルド
アイテムを管理したり、装備の変更やセーブしてくれるロボット。
開発室
フィールドで入手した素材を加工して装備を作ってくれる。
キッチン
アイテムを購入したり、料理が食べられる。
博物館
フィールドで入手した遺産を飾る展示室。
遺産情報室
フィールドに存在する遺産情報やクエストの種類、出現するモンスター情報を教えてくれる。
ズブロ村
ガーディアン達の住む村。
うけつけ
連れて行くガーディアンの編成や装備の変更などができる。
けいじばん
情報交換用掲示板。探索のヒントなどが掲載される。
なまえつけ
めいじんがガーディアンの名前を変更してくれる。
森林
朽ちた自由の女神や、野球場が散らばる森林。
浮遊大陸
朽ちた凱旋門やルーブル美術館が存在する場所。常に雷が鳴り響き、大気は毒で汚染されている。
火山
朽ちた国会議事堂や寺院が存在する。ここも大気が汚染されている。

## システム

### ゲームの流れ
1. 街で準備をし、クエストを受注。
2. フィールドでモンスターと戦いつつ冒険。
3. 遺産を入手して街に戻る。

### ガーディアン
6匹まで連れて行ける仲間。モンスターや拾った素材を合成した武器を装備したり、「火」「氷」「風」「雷」の属性をもつエナジーボールを扱える。プレイヤーキャラにレベルは存在しないが、ガーディアンは戦闘を繰り返すことでレベルアップしていく。レベルの高いガーディアンは、お酒などをプレゼントすることによって契約の機会を得られる。

### 戦闘
Time Stop Battle
移動や回避はリアルタイムに操作して行うが、攻撃は時間を止め、アクションカートリッジを消費して自分やガーディアンの攻撃方法を指定する。消費したアクションカートリッジは時間とともに回復したり、アイテムで回復することもできる。

## キャラクター

### アースノイド
フェレス
プレイヤーキャラ。落ち着いているように見えるが、意外と短気な女性。
マティ
プレイヤーキャラ。人を寄せ付けない雰囲気を持っているが、根は優しい女性。
シャンレン
プレイヤーキャラ。狡猾かつ小悪魔的な性格の女性。パンゲアのキッチンで働いているが、イベントをこなすと操作できるようになる。冒険中も「調理」ができ、体力を回復したりステータスを一時的に上昇させることができる。
最長老ローザ
800年前に最初に生まれたアースノイドの女性。常に移動型延命装置に乗っている。
アルテ
パンゲアの開発室で働く機械工の女性。化粧っ気がなく、メカオタク。
ベレタ
遺産情報室で働く、物腰のやわらかい女性。

## 漫画化
アースシーカー 遺産の守人
全4話のフルカラーコミック。作者は上津康義。発売に先駆けて週刊ファミ通に短期連載された。その後ファミ通コミッククリアや店頭で配布された無料冊子「アースシーカー・スペシャルガイド」にも掲載された。
アースシーカー ロストナンバークエスト
ファミ通コミッククリアにて2011年9月より連載開始。作者は同じく上津康義。